# Остання Барикада
Мистецьке об'єднання «Остання Барикада» («ОsтаNNя Барикада») — українська громадська організація, заснована 2006 року. Як незареєстроване офіційно мистецьке об'єднання фактично існує з 2001 року. Головна мета — популяризувати українську сучасну міську культуру. Задля цього об'єднання постійно проводить: фестивалі, перформанси, вечірки, окремі літературні проєкти, видає альманахи та музичні збірки.
Засновник і голова мистецького об'єднання «Остання Барикада» — народний депутат України Олесь Доній.

## Історія створення
Об'єднання веде свою історію від арткафе «ОSTANNЯ БАРИКАДА», яке існувало в Києві у 2001–2003 роках і було закрите за політичними мотивами. Воно розташовувалося біля площі Слави у приміщенні Печерського торгового центру.
У Харкові існування однойменного кафе припадає на 2005—2007 роки (розташоване на вулиці Сумській, 73/75). Останніми роками у закладі періодично проводять закриті культурні заходи. Планується друге офіційне відкриття клубу.
Створення цих арткафе було першими спробами організації своєрідного літературно-мистецького середовища, з головною спрямованістю на популяризацію української сучасної міської культури.

## Проєкти

### Фестивалі

#### День Незалежності з Махном
Музично-літературний андерграундовий фестиваль «День Незалежності з Махном», щороку проводиться 24—25 серпня і приурочений до святкувань Дня Незалежності. З 2006 по 2009 роки проводився на батьківщині Нестора Махна у місті Гуляйполе Запорізької області. 2010 року через фінансові та політичні проблеми був проведений поблизу Києва у зменшеному варіанті.

#### Карпатія
Всеукраїнський фестиваль вертепів «Карпатія». Проводиться з 2007 року у січні. З 2007 року проводився у Івано-Франківську, після чого переїхав до Яремчі. У 2011-12 роках головний захід фестивалю «Зірковий вертеп» відбувався у Києві. У 2013 році фестиваль відбувся у місті Коломия.

#### Барикада на Тузлі
1—2 серпня 2008 року на острові Тузла проводився Перший міжнародний літературно-художній українсько-кримськотатарсько-російсько-білоруський фестиваль «Барикада на Тузлі» за сприяння мистецького об'єднання «Остання барикада». Ідея фестивалю є у тому, щоби показати, що Крим може асоціюватися не лише з курортним сезоном чи зовнішніми політичними негативними факторами, а й із розвитком сучасної української культури. Окрім самої Тузли, частина фестивалю пройшла у Керчі та Сімферополі.

#### Київська Барикада
Літературно-мистецький фестиваль, щорічно проводиться у Києві з 2007 року, протягом 3 днів, Складається з літературних вечорів. музичних концертів та перформансів. Фестиваль присвячений пам'яті найстаршого члена МО «Остання Барикада» письменника Юрка Покальчука.

#### Харківська Барикада
Фестиваль сучасного мистецтва проводився у 2007—2008 роках. Куратором фестивалю є відомий український письменник Сергій Жадан. У дводенному фестивалі окрім українців, беруть участь літератори з Литви, Росії, Білорусі, Польщі. Музичний супровід забезпечують відомі харківські та київські гурти андеграундового спрямування, також у рамках фестивалю відбувається поетичний турнір — слем.

#### Луцька Барикада
Фестиваль було проведено у жовтні 2007 року. Ініціатива проведення фестивалю виходила від міської влади м. Луцьк. У рамках фестивалю відбуваються літературно-музичні вечірки за участю відомих українських літераторів.

#### Покрова
Фестиваль повстанської і патріотичної пісні «Покрова». 14 жовтня 2008 р. Київ, Михайлівська площа.

#### Гайдамака.UA
Фестиваль повстансько-патріотичної пісні «Гайдамака» до 20-річчя революції на граніті. Відбувся 24—26 вересня 2010 року у місті Ірпінь, Київська область.
Партія регіонів в особі Вадима Колесніченка намагалась безрезультатно перешкодити проведенню фестивалю

#### ДОРОГА НА СХІД
Музично-літературний фестиваль, що відбувався 25-27 березня 2016 р. на Луганщині у смт Новопсков, м. Сватове та м. Старобільськ.
Фестиваль є культурним інструментом підтримки людей на Донбасі.
Учасники фестивалю також відвідають військових з денними концертами та відвідають місцеві бібліотеки й лікарні. 

### Телепрограма «Остання Барикада»
«Остання Барикада» з Олександром Донієм — найґрунтовніша програма про українську культуру.
В українському телевізійному просторі з'явилася нова культурницька програма: «Остання Барикада». Автор та ведучий — Олександр Доній. Концепція програми включає обговорення проблем та успіхів української культури із запрошеними гостями, а це: відомі українські та закордонні митці, журналісти, актори, музиканти, художники, культурологи та усі хто залучений до творення та поширення української культури. Програма створена силами Мистецького Об'єднання «Остання Барикада», яке вже багато років спеціалізується на проведенні різноманітних літературно-музичних акцій, при співпраці з «Центральним каналом».
Перший «пілотний» випуск відбувся 28 квітня у якому взяли участь: Микола Вересень, Володимир Горянський, Анна Заклецька та Вахтанг Кіпіані. Програма складається із декількох рубрик: «Подія», «Скандал», «Вечірка», «Пісня», які спрямовують гостей до обговорення яскравих явищ та діячів сучасної української культури. Також у рубрику «Персона» запрошуються знакові постаті української культури, яких ведучий розкриває окремо у відвертих розгорнутих інтерв'ю. Гостею цієї рубрики у першій програмі стала відома телевізійна та театральна акторка — Ірма Вітовська. У кінці програми анонсуються майбутні цікаві події, які варто відвідати.
З 12 травня програма виходить у прямому ефірі щотижня у вівторок о 19:00 на «Центральному каналі» (КДРТРК, http://www.kdrtrk.inet.ua). Повтор програми — щосереди о 06:00,12.30,24:00 У записі усі випуски програми можна переглянути на ютубканалі: (https://www.youtube.com/user/MrOstaNNya/).
Головне завдання, яке ставить перед собою команда «Останньої Барикади» — це викликати інтерес глядачів до сучасної якісної української культури. За українську культуру потрібно боротися — це наша «Остання Барикада».
За час існування до програми завітали: Богдан Бенюк, Наталка Сумська, Лех Валенса, Брати Капранови, Микола Вересень, Сегрій Жадан, Анжеліка Рудницька, Василь Шкляр, Костянтин Дорошенко, Вахтанг Кіпіані, Олексій Мочанов, Дана Павличко, Влад Троїцький, Валерій Харчишин, Олександр Пономарів, Олекса Негребецький, Юрко Зелений, Володимир Бондаренко, Богдан Логвиненко, Дмитро Лазуткін, Герасим'юк Олена, Сергій Тримбач, Яніна Соколова, Сашко Лірник та ін.

### Інші проєкти

#### Артподорожі на БарБусіку
Нерегулярний, але частий мистецький проєкт, який несе на меті агресивне впровадження української культури в народ.
На штатному мікроавтобусі Мистецького об'єднання марки Opel Vivaro (БарБусік) в різні регіони вивозяться поети, музиканти, задля неформальних виступів у найнеочікуваніших людних місцях: на базарах, площах тощо.

#### Аудіо збірка «Юрко Покальчук та друзі»
На згадку про Юрка Покальчука… Про нашого Пако…
Ця збірка складається з його віршів. З його віршів, які вже читає не сам Пако… Ми звернулись до друзів Юрка і «Останньої барикади», щоб це зробили вони на згадку про нього…

#### «Барикада на балконі»
Мистецька акція, що відбулася 11 травня 2012 року в місті Одеса. Місце проведення — найвідоміший балкон міста з написом «Слава Україні!», розташований за адресою вул. Дерибасівська, 20. В акції взяли участь брати Капранови, Артем Полежака, Келя Ликеренко, Олекса Губський, Анатолій Хромов, гурти «Телері» та «Друже Музико».

## Команда
- Олесь Доній — голова
- Оксана Ігнатова — виконавчий директор
- В'ячеслав Пономарьов — виконавчий продюсер
- Сергій Королишин — адміністративний менеджер
- Олександр Демченко — координатор проєктів
- Віталій Селик — координатор проєктів